# Feria del Sol

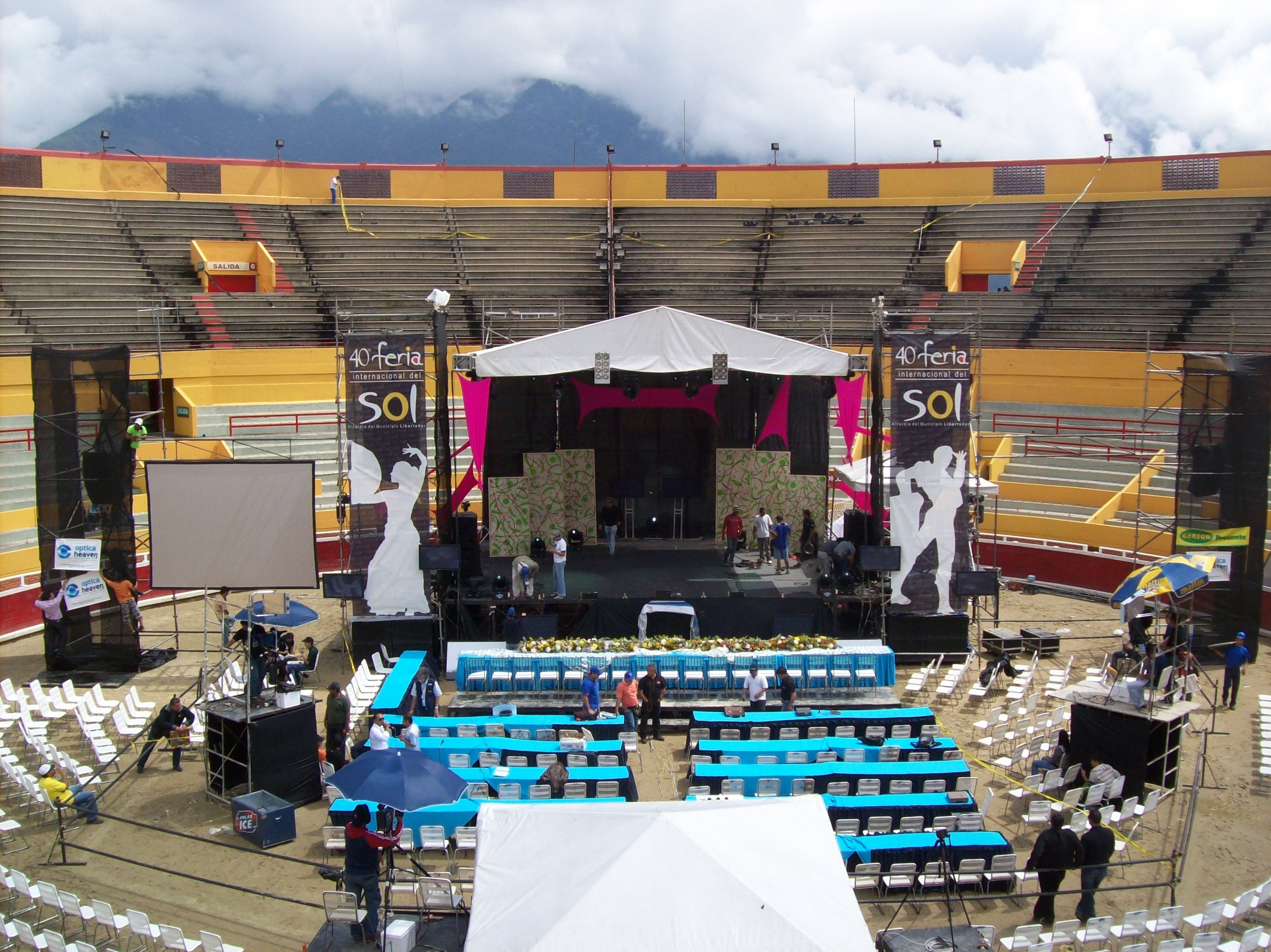
De Circo Monumental van Mérida in voorbereiding voor de verkiezing van der Reina del Sol

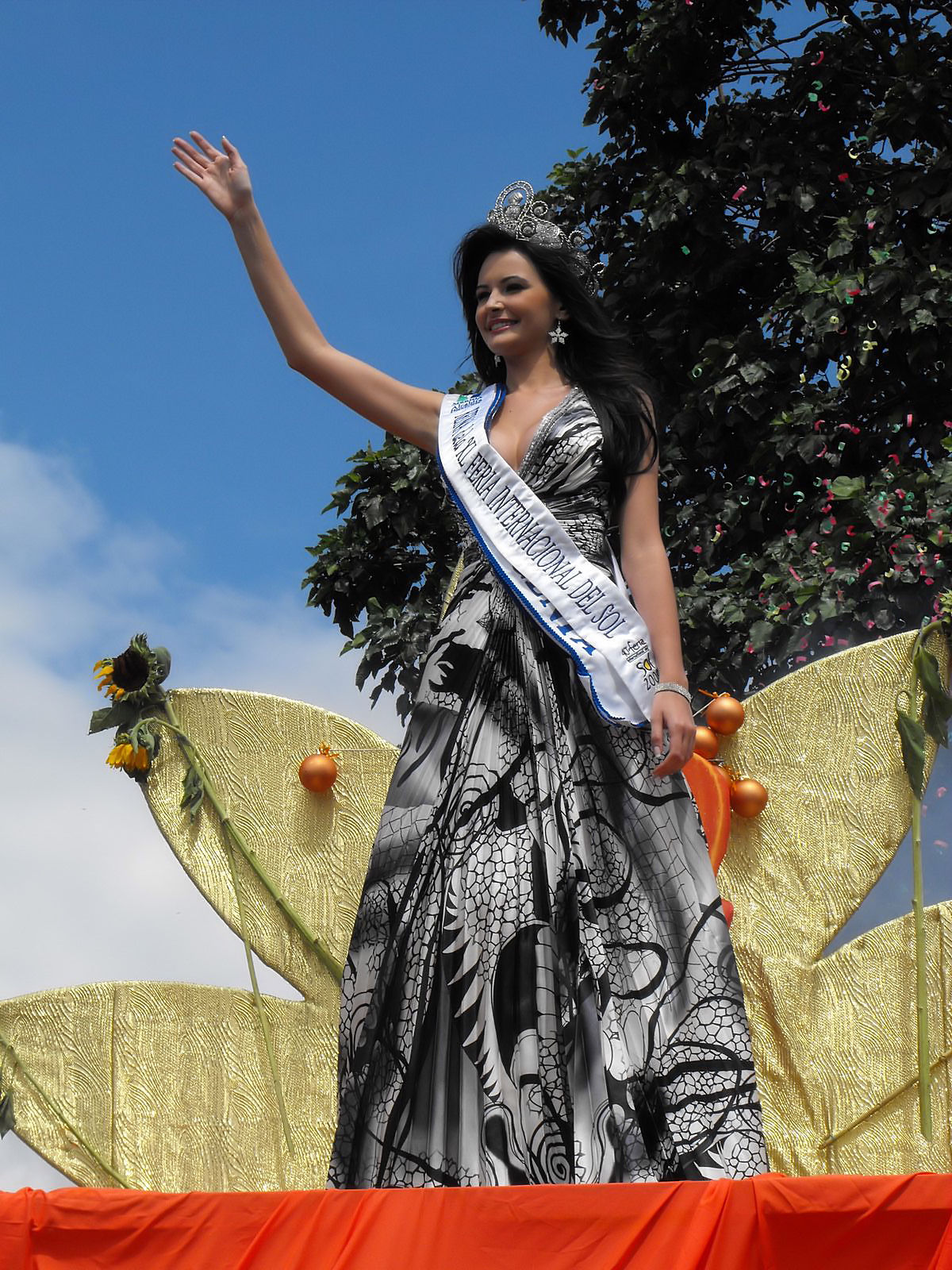
De Reina del Sol 2009

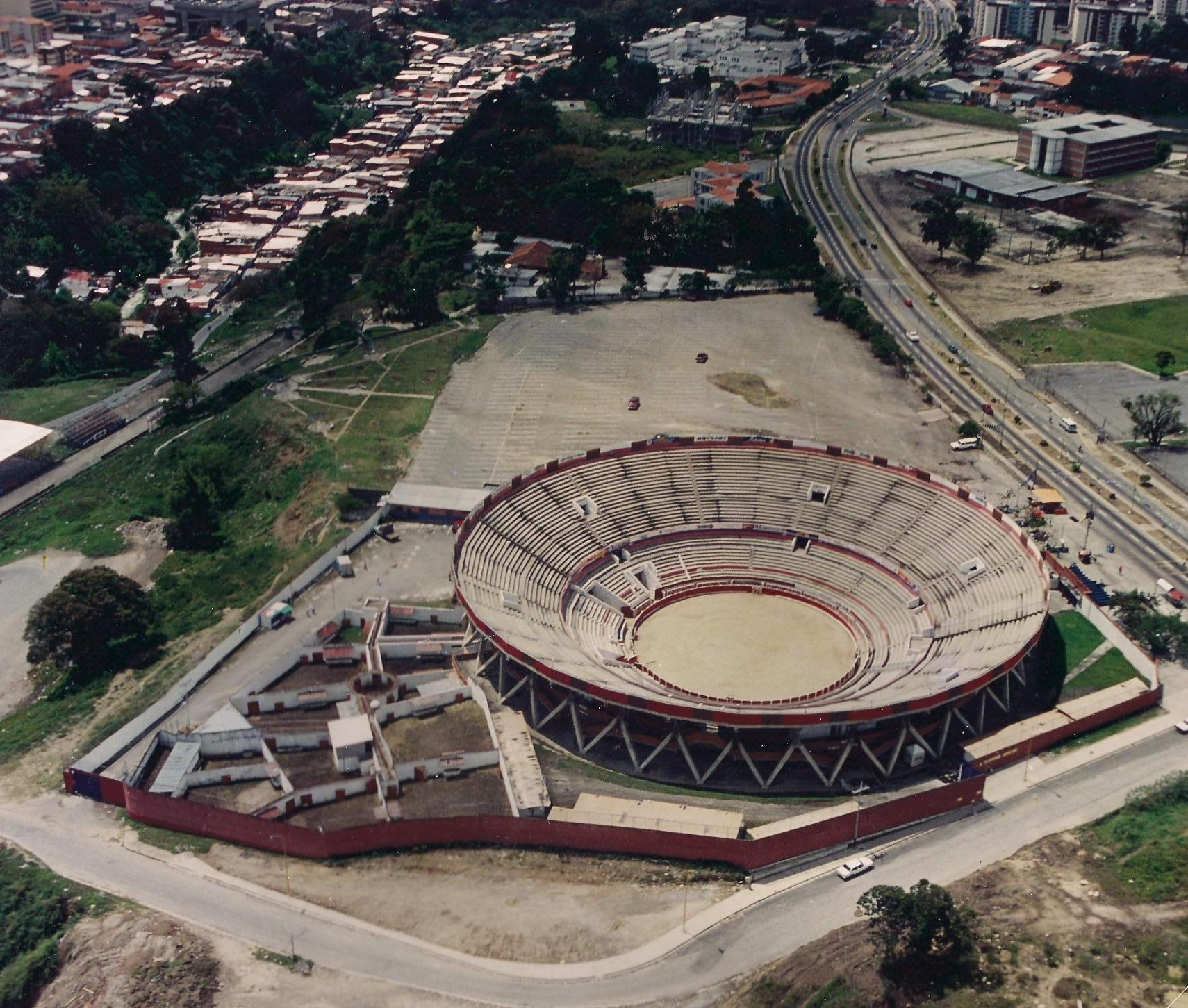
Panoramica van Plaza de Toros Román Eduardo Sandia, Mérida

Feria del Sol, ook bekend als het Carnaval Taurino de America, is een internationaal cultureel festival dat in Mérida in Venezuela wordt gehouden.

## Presentatie
De Feria vindt plaats in de maand februari op hetzelfde moment als er carnaval gevierd wordt. Het programma omvat stierengevechten, culturele tentoonstellingen, concerten, optochten, sportmanifestaties en de verkiezing van de koningin van de beurs (de Reina del Sol).

## Geschiedenis
Mérida is een van de oudste steden van Venezuela. De stad vierde geen festival, zoals de steden San Cristobal, Barquisimeto, Maracaibo of Táriba dat deden. Om deze reden heeft een groep amateurs een arena voor stierenvechten verwezenlijkt, het Plaza de Toros. Hiermee werd een toernooi voor stierenvechten in Mérida op de kalender van de stad gezet.
Het festival, dat begin december plaatsvond, was de viering van de Onbevlekte Ontvangenis van Maria.

## Eerste editie
De eerste editie vond plaats op 9 en 10 december. Voor het stierengevechten namen matadoren Cesar Faraco, Manuel Benítez "El Cordobes", Paquirri, Julio Aparicio, Curro Giron, Paco Camino en aiguilloneur Mexicaanse Juan Cañedo deel. Zij vochten tegen de stieren "Felix Rodriguez", "Achury Viejo" en "Ambaló, alle uit Colombia.
Tijdens de eerste stierengevechten verhinderde een zware regenbui de inauguratie. De volgende dag werden er twee stierengevechten gehouden, een in de ochtend en een in de namiddag. Het was de eerste keer in Venezuela dat er twee stierengevechten gehouden werden op dezelfde plaats en op dezelfde dag.

## De volgende edities
In 1968 werd het festival niet gevierd, maar een toernooi voor stierenvechten werd gehouden op 4 april 1968, de dag van de Heilige Zaterdag. 
Als gevolg van regen werd daarna besloten om "Feria del Sol" samen met carnaval te vieren. In 1969 werden drie stierengevechten op 15, 16 en 17 februari georganiseerd.
Vanaf deze editie, werd dit festival en de wereld van het stierenvechten geleidelijk belangrijker in Venezuela. De viering van de Onbevlekte Ontvangenis van Maria werd bij verschillende gelegenheden gevierd, maar met een veel kleiner publiek.